# Ryszard Krzyżanowski
Ryszard Krzyżanowski (ur. 3 grudnia 1929 w Krakowie, zm. 29 października 2005 w Chicago) – polski aktor.

## Życiorys
Zadebiutował 10 października 1953 roku w Teatrze Juliusza Słowackiego w Krakowie.
Harcerz Szarych Szeregów brał udział w ratowaniu żydowskich dzieci z getta, w tym również Meira Laua.
Krzyżanowski zmarł tragicznie w Chicago i został pochowany na Cmentarzu Salwatorskim.